# Люси (космический аппарат)
Lucy («Лю́си») — миссия НАСА по изучению троянских астероидов Юпитера, которые обращаются вокруг Солнца за 60° до и после Юпитера. Запуск с космодрома на мысе Канаверал состоялся 16 октября 2021 года.
4 января 2017 года «Люси» была выбрана вместе с миссией «Психея» в качестве миссий NASA по программе «Дискавери» 13 и 14 соответственно.

## Название
Миссия названа в честь скелета австралопитека Люси, потому что изучение троянов может выявить «окаменелости времён формирования планет»: материалы, которые сгруппировались в ранней истории Солнечной системы для формирования планет и других тел (сам же австралопитек был назван в честь песни группы «Битлз» — «Люси на небесах в алмазах», англ. Lucy in the Sky with Diamonds).

## Ход миссии
Миссия «Люси» была запущена 16 октября 2021 года с космодрома на мысе Канаверал.
27 октября 2021 года, после измерения электрического тока, в НАСА сообщили, что одна из двух круглых солнечных панелей диаметром 7 м открылась только на 75—95 %.
С 25 по 27 марта 2023 года «Люси» с помощью камеры высокого разрешения L’LORRI получила первые снимки четырёх троянских астероидов Юпитера — Эврибата, Полимелы, Левка и Оруса.
1 ноября 2023 года АМС «Люси» пролетела мимо астероида (152830) Динкинеш на расстоянии 450 км. Астероид оказался не одиночным телом, а двойной системой небольших астероидов.
В 2024 году зонд совершил гравитационный маневр в окрестностях Земли.
20 апреля 2025 года АМС «Люси» пролетела мимо астероида главного пояса (52246) Дональдджохансон, который был назван в честь первооткрывателя окаменелости австралопитека Люси Дональда Джохансона.
В 2027 году космический аппарат прибудет в точку Лагранжа L4 системы Юпитер — Солнце (группа астероидов, которые вращаются на 60 градусов впереди Юпитера), где она пролетит мимо 4 астероидов: (3548) Эврибат, (15094) Полимела, (11351) Левк, (21900) Орус. После этого «Люси» вернётся к Земле, чтобы сделать гравитационный манёвр, который доставит её в точку Лагранжа L5 системы Юпитер — Солнце, где она посетит двойной астероид (617) Патрокл в 2033 году.
Полезную нагрузку составляют три прибора:
визуализатор[прояснить] высокого разрешения,
оптический и ближний инфракрасный спектрометр, а также
тепловой инфракрасный спектрометр.
Гарольд Ф. Левисон из Юго-западного научно-исследовательского института в Боулдере, штат Колорадо, является главным исследователем, а Кэтрин Олкин из Юго-западного научно-исследовательского института является заместителем главного следователя миссии.
Центр космических полётов Годдарда НАСА будет управлять проектом.
Исследование троянцев Юпитера является одной из первоочередных задач, обозначенных в обзоре десятилетий, посвященном планетарной науке. Троянцы Юпитера были обнаружены наземными телескопами и широкоугольным инфракрасным обозревателем, они обладают тёмными поверхностями, которые отражают мало солнечного света. Юпитер находится на расстоянии 5,2 а. е. (780 млн км) от Солнца или примерно в пять раз больше расстояния от Земли до Солнца, троянцы Юпитера находятся на аналогичном расстоянии, но могут быть несколько дальше или ближе к Солнцу в зависимости от того, где они находятся на своих орбитах. Троянцев может быть столько же, сколько астероидов в поясе астероидов.

## Разработка
«Люси» была предложена как кандидат в рамках сбора предложений для следующей миссии (миссий) для программы «Дискавери», закрытого в феврале 2015 года. Предложения должны были быть готовы к запуску к концу 2021 года. Всего было получено 28 предложений.
30 сентября 2015 года Люси была выбрана в качестве одной из пяти финальных миссий, каждая из которых получила 3 млн долларов США для проведения более углубленных исследований и анализа концепции. Его коллегами-финалистами были DAVINCI, NEOCam, Psyche и VERITAS. 4 января 2017 года два из пяти предложений — «Люси» и «Психея» — были отобраны для разработки и запуска.
31 января 2019 года НАСА объявило, что «Люси» запустит в октябре 2021 года ракета Атлас V 401 с мыса Канаверал (штат Флорида, США). Общая стоимость запуска оценивается в 148,3 млн долларов США.
13 февраля 2019 года SpaceX опротестовала присуждение контракта, заявив, что может вывести «Люси» на ту же орбиту по «значительно более низкой цене». 4 апреля SpaceX отозвала протест.

### Научное оборудование
На станции установлены следующие научные приборы:
- L’Ralph — панхроматический и цветной визуализатор (0,4-0,85 мкм) и инфракрасный спектроскопический картограф (1-3,6 мкм). L’Ralph основан на инструменте Ralph зонда «Новые горизонты». Он будет использоваться для измерения силикатов, льда и органических веществ на поверхности. Разработчик оборудования — Центр космических полётов имени Годдарда.
- L’LORRI — визуализатор высокого разрешения. L’LORRI является доработанной версией инструмента LORRI, установленного на зонде «Новые Горизонты». Прибор предоставит самые подробные изображения поверхности троянов. Разработчик оборудования — Лаборатория прикладной физики Университета Джонса Хопкинса.
- L’TES — тепловой инфракрасный спектрометр (6-75 мкм). L’TES похож на OTES, используемый в миссии OSIRIS-REx. Он раскроет тепловые характеристики наблюдаемых троянцев, что также сообщит состав и структуру материала на поверхности астероидов. Радиологическое исследование позволит определить массу троянцев с помощью радиосвязи космического корабля и антенны с высоким коэффициентом усиления для измерения доплеровских сдвигов. Разработчик оборудования — Университет штата Аризона.

## График миссии
| Сегодня 1371 день из 2126 дней полёта до прибытия в точку Лагранжа L4 системы Юпитер-Солнце. Прибытие в точку L4 ожидается через 2 года 25 дней. Из всего пути: 64,5 % завершено |  |
| \| \| \| |  |
| |  |

| Дата             | Цель                     | Группа       | Диаметр                         | Спектральный класс | Результат |
| ---------------- | ------------------------ | ------------ | ------------------------------- | --- | --------- |
| 1 ноября 2023    | (152830) Динкинеш        | Главный пояс | 760 м                           | Класс S. «Люси» пролетел в 430 км от астероида. На пролете данного астероида были проверены научные приборы зонда и работа автоматики по сбору данных. Переданные станцией на Землю снимки показали, что Динкинеш на самом деле представляет собой двойную систему, где основное тело обладает диаметром около 790 метров, а меньшее — около 220 метров. | успех     |
| 20 апреля 2025   | (52246) Дональдджохансон | Главный пояс | 3,5х8 км                        | Класс C. АСМ «Люси» пролетела в 960 км от астероида, который оказался значительно крупнее, чем предполагалось ранее. | успех     |
| 12 августа 2027  | (3548) Эврибат           | L4           | 64 км (спутник 1 км)            | Класс C. Самый большой в единственном семействе среди троянцев с подтверждённым происхождением в результате разрушения при столкновении. |           |
| 15 сентября 2027 | 15094 Polymele           | L4           | 21 км                           | Класс P. Возможно, фрагмент столкновения другого более крупного астероида класса P. Его красный цвет предполагает изобилие органических соединений толинов на его поверхности. |           |
| 18 апреля 2028   | 11351 Leucus             | L4           | 34 км                           | Класс D. Медленно вращается, ему нужно 466 часов на 1 оборот. |           |
| 11 ноября 2028   | 21900 Orus               | L4           | 51 км                           | Класс D или C согласно коллективу миссии «Люси» и фотометрическому обзору Pan-STARRS соответственно. Возможно, двойной. |           |
| 2 марта 2033     | (617) Патрокл            | L5           | Патрокл: 113 км Менетий: 104 км | Двойной астероид класса P. Оба компонента на расстоянии 680 км на почти круговой орбите вокруг общего центра масс. |           |